# علي الكوراني
علي محمد قاسم الكوراني الياطري العاملي (22 نوفمبر 1944 - 19 مايو 2024) هو عالم مسلم شيعي إثنا عشري اشتهر بظهوره إعلامياً في النقاشات والحوارات بين الشيعة وأهل السنة. كما اشتهر في أوساط الشيعة ببحوثه حول الإمام المهدي وذلك بكتابيه «عصر الظهور»، و«المعجم الموضوعي لأحاديث الإمام المهدي». وبرامجه التلفزيونية كبرنامج «المهدي منا» الذي بث على قناة أهل البيت.
أسس الكوراني أيضاً عددًا من المؤسسات كالمستشفيات والمساجد والحسينيات، كما أنه مؤلف لعدد من الكتب في الدين والأخلاق والتاريخ والسياسة واللغة العربية، وتابع التأليف والتدريس حتى أواخر أيامه، وبثت برامجه ومحاضراته على قنوات فضائية أخرى كالأنوار والكوثر والمعارف والدعاء.

## حياته

### ولادته ونشأته

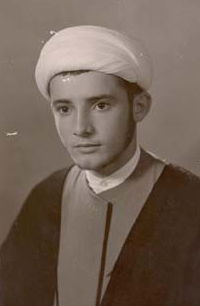
الكوراني في بداية دراسته في النجف

ولد في بلدة ياطر في أقصى جنوب لبنان، في 22 نوفمبر 1944 (6 ذو الحجة 1363 هـ)، والده هو محمد قاسم كوراني الذي كانت له علاقة خاصة مع آية الله عبد الحسين شرف الدين الموسوي، حيث سكن الأخير في بلدة ياطر لمدة 13 سنة، ثم خرج منها ولكنه كان يقضي فيها أشهر الصيف، حتى آخر عمره.
تعلم الكوراني القراءة والكتابة والقرآن في كتاتيب القرية في «مكتب الشيخة زينب الشيخ طالب» ثم دخل المدرسة الرسمية في ياطر ثم في بيروت.
بدأ بالدراسة الحوزوية في جبل عامل في سن مبكرة بتشجيع عبد الحسين شرف الدين، ولم يكن في لبنان حوزة علمية فهيأ له أستاذاً خاصاً هو آية الله إبراهيم سليمان، فدرس عنده في قرية البياض نحو ثلاث سنوات النحو والصرف والمنطق والمعاني والبيان والفقه إلى شرح اللمعة.

### هجرته إلى النجف

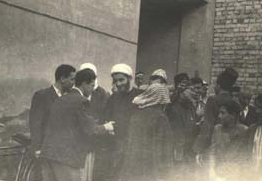
الكوراني سنة 1964 في مدينة الخالص حيث كان مبعوثاً من المرجع محسن الحكيم هناك.

في سنة 1958، هاجر لمدينة النجف بالعراق لإكمال الدراسة الحوزوية. درس بقية المقدمات والسطوح العالية على يد محمد تقي الفقيه، وعلاء بحر العلوم، ومحمد تقي الإيرواني، والمرجع محمد سعيد الحكيم.
درس شرح التجريد وقسماً من منظومة السبزواري عند آية الله محمد جمال الهاشمي. وحضر بحث الخارج مدة عند المرجع أبو القاسم الخوئي، ثم عند محمد باقر الصدر، وكان من طلبته المقربين.
كانت له مشاركات في نشاطات المرجعية ومقاومة الشيوعية في العراق، ومن سنة 1963 أرسله المرجع محسن الحكيم مبعوثاً في أشهر التعطيل والمناسبات الدينية إلى مدينة الخالص في محافظة ديالى، وكان له نشاط مؤثر في المنطقة.
في سنة 1967 أوفده المرجع محسن الحكيم إلى الكويت بصفة وكيلاً عاماً للمرجعية، فقام بنشاط تبليغي واسع. وبعد وفاة الحكيم سنة 1970، اعتمده المرجع أبو القاسم الخوئي وكيلاً عاماً في الكويت بنفس الصفة.

### عودته إلى لبنان
عاد إلى لبنان سنة 1974، بسبب الضغوطات التي كان يمارسها حزب البعث العربي الاشتراكي. فسكن في بيروت حتى عام 1980، وعمل في التوعية والتبليغ والتأليف، وأسس بعض المشاريع الاجتماعية هناك ومنها مسجد الرسول الأعظم، ومستشفى الرسول الأعظم. تعرض سنة 1979 لمحاولة اغتيال في بيروت، اتهم فيها أتباع حزب البعث ومخابراته بالضلوع فيها.[بحاجة لمصدر]

### هجرته إلى قم

الكوراني سنة 1990 في «مركز المعجم الفقهي» بقم.

هاجر إلى إيران بعد الثورة الإسلامية الإيرانية وسكن مدينة قم، وعمل في التأليف والتدريس، وأسس «مركز المعجم الفقهي» برعاية المرجع محمد رضا الموسوي الكلبايكاني، وقد أصدر هذا المركز «برنامج المعجم الفقهي» في ثلاثة آلاف مجلد، وهو أول برنامج في العالم الإسلامي. وقد تم تطويره أخيراً فبلغ 4700 مجلداً باسم «مكتبة أهل البيت».
أسس «مركز المصطفى للدراسات الإسلامية» برعاية المرجع علي السيستاني، فأصدر سلسلة العقائد الإسلامية المقارنة في خمس مجلدات، وبعض الكتب الأخرى، وأصدر «برنامج المعجم العقائدي» في 700 مجلد من مصادر العقائد ونحو ألفين من موضوعات العقائد. وقد أدمج أخيراً في مكتبة أهل البيت.
واصل عمله في التأليف والتدريس في حوزة قم، وكان له مشاركات في مجلات البحوث، وفي قنوات التلفزيون الإيراني، وغيرها من القنوات الفضائية.

## مؤلفاته
ألف الكوراني عدداً من الكتب في الدين ومجالات أخرى كاللغة العربية والسياسة والتاريخ والأخلاق، ولا وواصل التأليف حتى أواخر أيامه. وقد تُرجِمَ عدد من كتبه إلى لغات أخرى كالإنجليزية والفارسية.

### مجالات أخرى
- عصر الظهور: هو أحد الكتب التي اشتُهِر بها، وقد تُرجم الكتاب إلى الفارسية.[معلومة 2] وقد أورد فيه عقيدة الشيعة في الإمام المهدي والأحداث التي يعتقدون بأنها ستحدث قبل ظهور المهدي. يعتمد الكتاب في حديثه على الأحاديث المتواترة والمعتبرة[معلومة 3] حيث رتبها على مدى صفحات الكتاب الثلاثمئة لتوافق ترتيب الأحداث تصاعدياً من العلامات التي تسبق الظهور. ويضع المؤلف للأحاديث تحليلاً وشرحاً حسب وجهة نظره، كذلك أورد فيه فصولاً متعددة خاصة للمجتمعات المختلفة ودورهم في عصر الظهور، كالإيرانيين واليمانيين واليهود والروم، وغيرهم. نهاية الكتاب تتكون من فصلين يبين فيهما عقيدة الشيعة في المهدي وكذلك عقيدة أهل السنة والجماعة. وقد أورد في الفصل الأخير تجد أشهر القصائد التي كتبها الشعراء الشيعة في المهدي.[3]

- المعجم الموضوعي لأحاديث الإمام المهدي.
- صراع قريش مع النبي.
- حقوق الإنسان عند أهل البيت.
- من أدعية الحبيب المصطفى.
- کتاب الحق المبين في معرفة المعصومين.
- الموظف الدولي.
- شرح زيارة آل یس.
- نظرات إلى المرجعية.
- مسائل مجلة جيش الصحابة.
- الرد على الفتاوى المتطرفة.
- ثمار الأفكار.
- أجوبة على أسئلة بعض علماء الطالبان.
- بحـثـاً عـن النــور.
- علـيُّ الأكبر شبيـه جـده المصطفى.
- كلمة حول الزيارة الجامعة.
- اكتبوا على كفني.
- صنـعوها في البحـرين.
- مشكلة تعويم الاجتهاد في الفقه والعقائد.
- بحث في نسبة الكوراني.
- إلى طالب العلم.
- سلسلة القبائل العربية في العراق.
- فعاليات صهيونية وهابية في العراق.

- عصر الشيعة: هو كتاب ميسر في التعريف بالشيعة بمستوى الطلبة الجامعيين، جاء في اثني عشر فصلاً في التعريف بالشيعة الإمامية الإثني عشرية، جاء الفصل الأول عاماً حول معنى التشيع، وبيَّن فيه المؤلف تأسيس النبي محمد للتشيع في حياته،[معلومة 4] وتحدث المؤلف في الفصل الثالث عن عصر غيبة الإمام المهدي، وخصص الفصل الرابع للمرجعية عند الشيعة في عصر غيبة الإمام المهدي. وخصص الفصل السادس لمصادر الشيعة وثروتهم العلمية، وعرض في الفصل السابع المناسبات الدينية عند الشيعة، ثم عقد بقية الفصول لبيان عقائد الشيعة في التوحيد والنبوة، وإمامة الأئمة الإثني عشر، وعقيدة الشيعة في العدل الإلهي.[4]

### القرآن والتفسير
- تدوين القرآن.
- تفسير آيات الغدير الثلاث.
- قرآن علي.
- آيات الغدير.

### اللغة العربية
- دُرَرُ النَّحْو.
- هداية الطالب إلى مفردات الراغب.

### العقائد
- العقائد الإسلامية.
- الانتصار.
- الوهابية والتوحيد.
- ألف سؤال وإشكال على المخالفين لأهل البيت الطاهرين.
- الوحدة الإسلامية من وجهة نظر أهل البيت.
- ما روي في سهو النبي ونومه عن الصلاة.
- سبحة كربلاء.
- معرفة الله.
- بشارة النبي بالأئمة الإثني عشر.
- دجال البصرة.

### التاريخ والسيرة
- جواهر التاريخ.
- كيف ردَّ الشيعة غزو المغول.
- شمسٌ خلف السحاب، مئة سؤال و جواب حول الإمام المهدي سلام الله علیه.
- السيرة النبوية عند أهل البيت.
- الإمام الكاظم سيد بغداد.
- دور علي وتلاميذه في الفتوحات.
- قراءة جدیدة في الفتوحات الإسلامية.
- قراءة جدیدة لحروب الردّة

## وفاته
توفي الكوراني في قم فجر يوم 11 ذو القعدة 1445 هـ الموافق 19 مايو 2024 م عن عمر ناهز الثمانون عامًا. أثر نوبة قلبية جائت بعد أيام من تعرضه لوعكة صحية نقل على أثرها إلى المستشفى، وتم تشييعه في مدينة قم وصلى على جنازته علي الميلاني قبل أن يُنقل جثمانه إلى لبنان، حيث أقام حزب الله تشييعًا له بيروت، ودفن في بلدة ياطر حيث مسقط رأسه بناءًا على وصيته في جنوب لبنان.

## معلومات
1. ↑  الحوزة هو مصطلح يطلق على المدرسة الدينية عند الشيعة، وتسمى الدراسات الدينية بالدراسات الحوزوية.
2. ↑  ترجم سعيد الهلالي كتاب عصر الظهور إلى اللغة الفارسية. اقرأ أكثر في ويكيبيديا الفارسية
3. ↑  حسب المباني الشيعية.
4. ↑  يعتقد الشيعة بأن النبي محمد هو الذي أسس التشيع.

## وصلات خارجية
- الموقع الرسمي للشيخ علي الكوراني